# 約瑟夫·凱勒
約瑟夫·畢曉普·凱勒（英語：Joseph Bishop Keller，1923年7月31日—2016年9月7日）是一名美國數學家，專攻應用數學。他最知名的研究工作是繞射幾何理論（GTD）。

## 早年生活和教育
凱勒於1923年7月31日出生於紐澤西州帕特森，曾就讀於東區高中，是該校數學小組的成員。1943年，凱勒在紐約大學獲得本科學位，1948年在理查德·柯朗的指導下獲得紐約大學博士學位。直到1979年，他在紐約大學科朗數學研究所擔任數學教授。之後，他在史丹佛大學擔任數學和機械工程教授，直至1993年成為榮譽教授。

## 研究工作
凱勒致力於將數學應用於科學和工程問題，例如波的傳播。他對計算量子力學系統特徵值的愛因斯坦-布里淵-凱勒方法做出了貢獻。

## 榮譽
凱勒分別於1976年（與大衛·W·麥克勞克林共同獲得）與1977年（非共同獲得）獲得萊斯特·R·佛特獎。1988年，他被授予美國國家科學獎章。1996年，他被授予內默斯數學獎。1997年，他被設在以色列的沃爾夫基金會授予沃爾夫數學獎。1999年，他因計算出如何製造不滴水的茶壺嘴而獲得搞笑諾貝爾獎物理學獎。2012年，凱勒與帕特里克·沃倫（Patrick B. Warren）、羅賓·波爾（Robin C. Ball）和雷蒙·E·戈爾茨坦一起，因計算出塑造和移動馬尾頭髮的力而獲得搞笑諾貝爾獎物理學獎。2012年，他成為美國數學學會會士。

## 個人生活
凱勒的第二任妻子愛麗絲·S·惠特摩最初是一名純數學家，後來她的興趣轉向流行病學和生物統計學。凱勒的弟弟赫伯特·凱勒也是一名數學家，他研究數值分析、科學計算、分岔理論、路徑跟踪和同調方法以及計算流體力學。赫伯特·凱勒是加州理工學院的教授。兄弟倆都對電磁學和流體力學領域做出貢獻。約瑟夫·凱勒於2016年9月7日在加利福尼亞州史丹福去世，死於2003年首次診斷出的腎癌復發，享壽93歲。

## 部分出版
- J.B. Keller. On solutions of Δu=f(u). Comm. Pure Appl. Math. 10 (1957), 503–510.
- Edward W. Larsen and Joseph B. Keller. Asymptotic solution of neutron transport problems for small mean free paths. J. Mathematical Phys. 15 (1974), 75–81.
- Joseph B. Keller and Dan Givoli. Exact nonreflecting boundary conditions. J. Comput. Phys. 82 (1989), no. 1, 172–192.
- Jacob Rubinstein, Peter Sternberg, and Joseph B. Keller. Fast reaction, slow diffusion, and curve shortening. SIAM J. Appl. Math. 49 (1989), no. 1, 116–133.
- Marcus J. Grote and Joseph B. Keller. On nonreflecting boundary conditions. J. Comput. Phys. 122 (1995), no. 2, 231–243.
- Leonid Ryzhik, George Papanicolaou, and Joseph B. Keller. Transport equations for elastic and other waves in random media. Wave Motion 24 (1996), no. 4, 327–370.

## 外部連結
- Official biography （页面存档备份，存于）
- Curriculum vitae （页面存档备份，存于）
- 約翰·J·奧康納; 埃德蒙·F·羅伯遜, ,  （英语）
- 約瑟夫·凱勒在數學譜系計畫的資料。
- (PDF). Notices of the American Mathematical Society. August 2004, 51 (7): 751–760  [2008-01-17]. （原始内容存档 (PDF)于2023-04-29）.